# Birger Sörvik
Knut Birger Sörvik (Göteborg, 1879. december 4. – Göteborg, 1978. május 23.) olimpiai bajnok svéd tornász.
Részt vett az 1908. évi nyári olimpiai játékokon, egy torna versenyszámban, a csapat összetettben és a svéd válogatottal aranyérmes lett.
Klubcsapata a Göteborgs GF volt.
Testvére, Haakon Sörvik vele együtt lett olimpiai bajnok. Másik testvére, Leif Sörvik evezős olimpikon volt.